# Рудич, Кирилл Никифорович
Кирилл Никифорович Рудич (1911—1992) — советский вулканолог.

## Биография
Выходец из крестьян. Работал учителем. Учился в Харьковском университете. С 1939 года — геолог на Дальстрое. В 1958—1960 годах работал в Институте пьезоминерального сырья АН СССР. Затем были лаборатория и институт вулканологии. Изучал связь магматизма, в том числе малоглубинного, и рудоносности. Обладал развитой геологической интуицией. Участвовал в полевых исследованиях, изучал вулканы Камчатки и Северо-Востока, Курильские острова. Автор монографий о магматизме хребтов Сарычева и Черского. В 1979—1984 годах — ответственный секретарь журнала «Вулканология и сейсмология» (после ухода на пенсию – член редколлегии). Стал автором нескольких научно-популярных книг.
Похоронен на Востряковском кладбище в Москве.

## Награды
- Орден Трудового Красного Знамени (1955)[1].